# طاهي القسم
طاهي القسم أو طاهي رئيسي  هو طاهي تكون حدود مسؤولياته على قسم محدد في المطبخ مثل قسم الساخة أو قسم المقبلات الساخنة أو الباردة السلطات أو الملحمة أو غيرها من الأقسام ويكون مسؤولا عن عدد من الطهاة الذين يعملون تحت إمرته.